# عباس الخليلي
عباس بن أسد الله بن علي الخليلي النجفي (1896 - 10 فبراير 1972) سياسي وشاعر وكاتب عراقي - إيراني. ولد في النجف. كان من أركان الثورة على الانتداب البريطاني عام 1918، وحكم عليه بالإعدام فهرب إلى طهران، وأصدر فيها جريدة إقدام بالفارسية نحواً أربعين سنة. واشتدّ في نقد الحكومة الإيرانية فنفته. ثم استرضته وبعثتنه سفيراً للأمبراطور في أثيوبيا، وترجم إلى الفارسية تاريخ ابن الأثير في أربعة عشر مجلداً. وهو شقيق الأديب جعفر الخليلي ووالد الشاعرة سيمين البهبهاني. له بالعربية محمد والشاهنامة ترجمها عن الفارسية إلى العربية. 

## سيرته

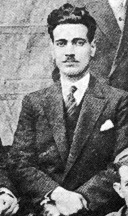
عباس الخليلي، حوالي عام 1930 في طهران.

ولد عبّاس بن أسد الله بن علي الخليلي النجفي الطهراني في النجف سنة 1314 هـ/ 1896 م ونشأ به على والده. أخذ العلم عليه وعلى رجال الفضل من أسرته العلمية العريقة. اشتغل بالسياسة وكانت له ميول وطنية وهو من الرجال الثائرين بوجه الانتداب البريطاني للعراق. حكم عليه بالإعدام عليه لمشاركته في ثورة النجف ولکن جنسيته الإيرانية شفعت له فنفي إلى إيران. فر مشيًا على الأقدام إلى إيران وسكن طهران. أسس في طهران جريدة إقدام الفارسية واستمرت أربعين سنة. 

وقد اشتغل عدة وظائف حكومية وعين سفيراً للأمبراطور في أثيوبيا، وكان أديباً وشاعراً وكاتباً نشرت له الصحف العربية والفارسية المقالات. 

توفي في طهران في 25 ذي الحجة 1391 / 10 فبراير 1972.

## مؤلفاته
- تهران آزاد مقاله، بالفارسية
- جال كار، رواية، بالفارسية
- خياليات، مجموعة مقالات، بالفارسية
- دير سمعان، رواية، بالفارسية
- روزگار سياه، في السياسة، بالفارسية
- زندانيات، لمكسيم غوركي، ترجمة إلى الفارسية
- غرائب عالم، بالفارسية
- فجائع
- محمد، بالعربية
- بوستان، لسعدي الشيرازي، ترجمة إلى العربية
- شاهنامة، للفردوسي، ترجمة إلى العربية
- گلستان، لسعدي الشيرازي، ترجمة إلى العربية
- نظم تاريخ ابن الأثير
- ديوان شعره

## وصلات خارجية
- في أرشيف المجلات ورابط آخر